# Andrzej Krzeptowski (Skisportler, 1902)
Andrzej Krzeptowski (* 3. August 1902 in Kościelisko; † 12. April 1981 in Zakopane) war ein polnischer Skisportler.

## Werdegang
Krzeptowski, der für SN PTT Zakopane startete, wurde 1924 Dritter hinter Henryk Mückenbrunn und Tadeusz Zaydel bei den polnischen Skisprungmeisterschaften in Krynica. Weitere Erfolge auf nationaler Ebene feierte er 1924 mit dem Gewinn der Armeemeisterschaft sowie 1928 mit dem Gewinn der Meisterschaft über 50 Kilometer.
Bei den Olympischen Winterspielen 1928 in St. Moritz ging Krzeptowski als Skilangläufer an den Start. So belegte er über 50 Kilometer den dreizehnten Rang sowie über 18 Kilometer den 25. Platz. Ein Jahr später nahm er an den Nordischen Skiweltmeisterschaften 1929 in Zakopane teil. Während er über 50 Kilometer Vierzehnter wurde, erreichte er über die Kurzdistanz von 18 Kilometern den 19. Rang.
Um ihn nicht mit seinem Cousin Andrzej Krzeptowski zu verwechseln, wurde Andrzej häufig als Andrzej Krzeptowski II benannt.
Nach seinem Tod wurde er auf dem Friedhof Cmentarz Zasłużonych na Pęksowym Brzyzku in Zakopane begraben.